# Sản xuất tinh gọn
Sản xuất tinh gọn  hay sản xuất tiết kiệm (tiếng Anh: lean manufacturing; viết tắt: lean) là một trong những phương pháp quản trị hiện đại nhằm tinh gọn hóa sản xuất, giảm thiểu lãng phí trong doanh nghiệp, gia tăng hiệu quả kinh doanh.

## Lịch sử của vấn đề
Thuật ngữ "Lean manufacturing" lần đầu xuất hiện năm 1990, trong cuốn "The Machine that Changed the World" (Cỗ máy làm thay đổi thế giới) của các tác giả Daniel Jones, James Womack và Danile Roos. Lần đầu tiên Lean được sử dụng làm tên gọi cho hệ phương pháp sản xuất tinh gọn, liên tục cải tiến các quy trình kinh doanh.
Lean trong tiếng Anh có nghĩa là sự tinh gọn, mạch lạc hay liền mạch. Các cấp độ khác nhau bao gồm: lean manufacturing (sản xuất tinh giản), lean enterprise (doanh nghiệp tinh gọn) và lean thinking (tư duy tinh gọn).

## Các ứng dụng của Lean
Dựa trên mô hình sản xuất tinh gọn, nhiều doanh nghiệp đang sử dụng những nguồn lực quan trọng để:
- Giảm thời gian chuẩn bị sản xuất. Cải thiện tối đa chu kỳ sản xuất - Giảm thời gian quy trình và chu kỳ sản xuất bằng cách giảm tối đa thời gian chờ đợi giữa các công đoạn, cũng như thời gian chuẩn bị cho quy trình và thời gian chuyển đổi mẫu mã hay quy cách sản phẩm;
- Cải thiện cách bố trí nhà máy dựa trên việc sắp xếp lưu chuyển nguyên liệu hiệu quả;
- Giảm những nguồn lực cần cho việc kiểm tra chất lượng;
- Quan hệ gần gũi hơn với số lượng nhà cung cấp ít hơn, chất lượng tốt hơn và đáng tin hơn, những nhà cung cấp có thể cung cấp những lô nhỏ vật liệu và phụ tùng trực tiếp cho các quá trình sản xuất, vừa đủ, vừa đúng cho sản xuất; giảm tối đa tồn kho.
- Sử dụng việc trao đổi thông tin điện tử với những nhà cung cấp và khách hàng;
- Hợp lý hóa tổng thể sản phẩm để loại bỏ những mẫu sản phẩm và biến thể ít mang lại giá trị tăng thêm cho khách hàng;
- Thiết kế những sản phẩm với ít thành phần hơn và phổ biến hơn;
- Thiết kế những sản phẩm và dịch vụ mà yêu cầu tùy biến của khách hàng có thể thực hiện được dựa trên những bộ phận và môđun được chuẩn hóa, và càng mới càng tốt.

Hầu hết các ứng dụng trên đều làm doanh nghiệp đạt được mục tiêu giảm giá thành sản xuất – ví dụ như, việc sử dụng thiết bị và mặt bằng hiệu quả hơn dẫn đến chi phí khấu hao trên đơn vị sản phẩm sẽ thấp hơn, sử dụng lao động hiệu quả hơn sẽ dẫn đến chi phí nhân công cho mỗi đơn vị sản phẩm thấp hơn và mức phế phẩm thấp hơn sẽ làm giảm giá vốn hàng bán. 
Một cách hiểu khác về Lean Manufacturing đó là việc nhắm đến mục tiêu: với cùng một mức sản lượng đầu ra nhưng có lượng đầu vào thấp hơn – ít thời gian hơn, ít mặt bằng hơn, ít nhân công hơn, ít máy móc hơn, ít vật liệu hơn và ít chi phí hơn.  

## Kết quả trên thực tế của việc ứng dụng Lean
Một số công ty ứng dụng Lean đã cho thấy kết quả như sau: 
- Mặt bằng sản xuất trên mỗi máy trung bình giảm 45%;
- Phế phẩm có thể giảm đến 90%
- Chu kỳ sản xuất giảm từ 16 tuần xuống còn khoảng 5 - 6 ngày.
- Thời gian giao hàng giảm từ 4-20 tuần xuống còn 1-4 tuần.